# Villatuelda
Villatuelda – gmina w Hiszpanii, w prowincji Burgos, w Kastylii i León, o powierzchni 15,3 km². W 2011 roku gmina liczyła 50 mieszkańców.